# Championnat d'Asie et d'Océanie de volley-ball masculin 1987
Navigation
Édition précédente Édition suivante
Le 4e championnat d'Asie et d'Océanie de volley-ball masculin s'est déroulé du 15 octobre 1987 au 25 octobre 1987 à Koweït, Koweït. Il a mis aux prises les dix-sept meilleures équipes continentales.

## Compétition

### Classement 1-4
|  | Demi-finales           | Demi-finales |       |   | Finale                                    | Finale                                    |
|  | Demi-finales           | Demi-finales |       |   | Finale                                    | Finale                                    |
|  |                        |              |       |   |                                           |                                           |
|  | 30 novembre            | 30 novembre  |       |   | 1er décembre (15-12 15-11 7-15 3-15 7-15) | 1er décembre (15-12 15-11 7-15 3-15 7-15) |
|  | 30 novembre            | 30 novembre  |       |   | 1er décembre (15-12 15-11 7-15 3-15 7-15) | 1er décembre (15-12 15-11 7-15 3-15 7-15) |
|  | Chine                  | 3            |       |   | 1er décembre (15-12 15-11 7-15 3-15 7-15) | 1er décembre (15-12 15-11 7-15 3-15 7-15) |
|  | Chine                  | 3            |       |   | 1er décembre (15-12 15-11 7-15 3-15 7-15) | 1er décembre (15-12 15-11 7-15 3-15 7-15) |
|  | Corée du Sud           | 2            |       |   | 1er décembre (15-12 15-11 7-15 3-15 7-15) | 1er décembre (15-12 15-11 7-15 3-15 7-15) |
|  | Corée du Sud           | 2            | Chine | 2 |                                           |                                           |
|  | 30 novembre            |              | Chine | 2 |                                           |                                           |
|  |                        | Japon        | 3     |   |                                           |                                           |
|  | Japon                  | Japon        | 3     | 3 |                                           |                                           |
|  | Japon                  |              |       | 3 |                                           |                                           |
|  | Taïwan                 |              |       |   |                                           |                                           |
|  | Match pour la 3e place |              |       |   |                                           |                                           |
|  |                        |              |       |   |                                           |                                           |
|  | 1er décembre           |              |       |   |                                           |                                           |
|  |                        |              |       |   |                                           |                                           |
|  | Corée du Sud           | 3            |       |   |                                           |                                           |
|  | Corée du Sud           | 3            |       |   |                                           |                                           |
|  | Taïwan                 |              |       |   |                                           |                                           |
|  |                        |              |       |   |                                           |                                           |

## Classement final
| Place              | Équipe           |
| ------------------ | ---------------- |
| Médaille d'or      | Japon            |
| Médaille d'argent  | Chine            |
| Médaille de bronze | Corée du Sud     |
| 4                  | Taïwan           |
| 5                  | Inde             |
| 6                  | Australie        |
| 7                  | Koweït           |
| 8                  | Nouvelle-Zélande |
| 9                  | Indonésie        |
| 10                 | Hong Kong        |
| 11                 | Népal            |